# Politik (tidsskrift)
Politik var et tværfagligt samfundsvidenskabeligt tidsskrift.
Det udkom fire gange om året
og meddelte i 2021 at det ophørte med at udkomme.
Det sidste nummer var da udkommet i maj 2020.
Artiklerne var skrevet på enten dansk eller engelsk.
Blandt personer der forfattede en eller artikler til tidsskriftet var Ole Wæver,
Jørgen Goul Andersen
og Brian Arly Jacobsen.
Fra og med årgang 13 i 2010 er artikler tilgængelige på platformen tidsskrift.dk.